# Biton fuscipes
Biton fuscipes är en spindeldjursart som beskrevs av Pocock 1897. Biton fuscipes ingår i släktet Biton och familjen Daesiidae. Inga underarter finns listade.